# زیارت (شیروان)
زیارت یک شهر تازه تأسیس در فاصله سه کیلومتری مرکز شهرستان ودر بخش مرکزی شهرستان شیروان استان خراسان شمالی ایران است.
با تصویب هیئت وزیران، روستای زیارت در تاریخ ۱۰ مرداد ۱۳۹۲ به شهر ارتقاء یافت.

## جمعیت
بر پایه سرشماری عمومی نفوس و مسکن در سال ۱۳۹۵ جمعیت این مکان ۴٬۱۷۹ نفر (۱٬۲۵۴ خانوار) بوده است.

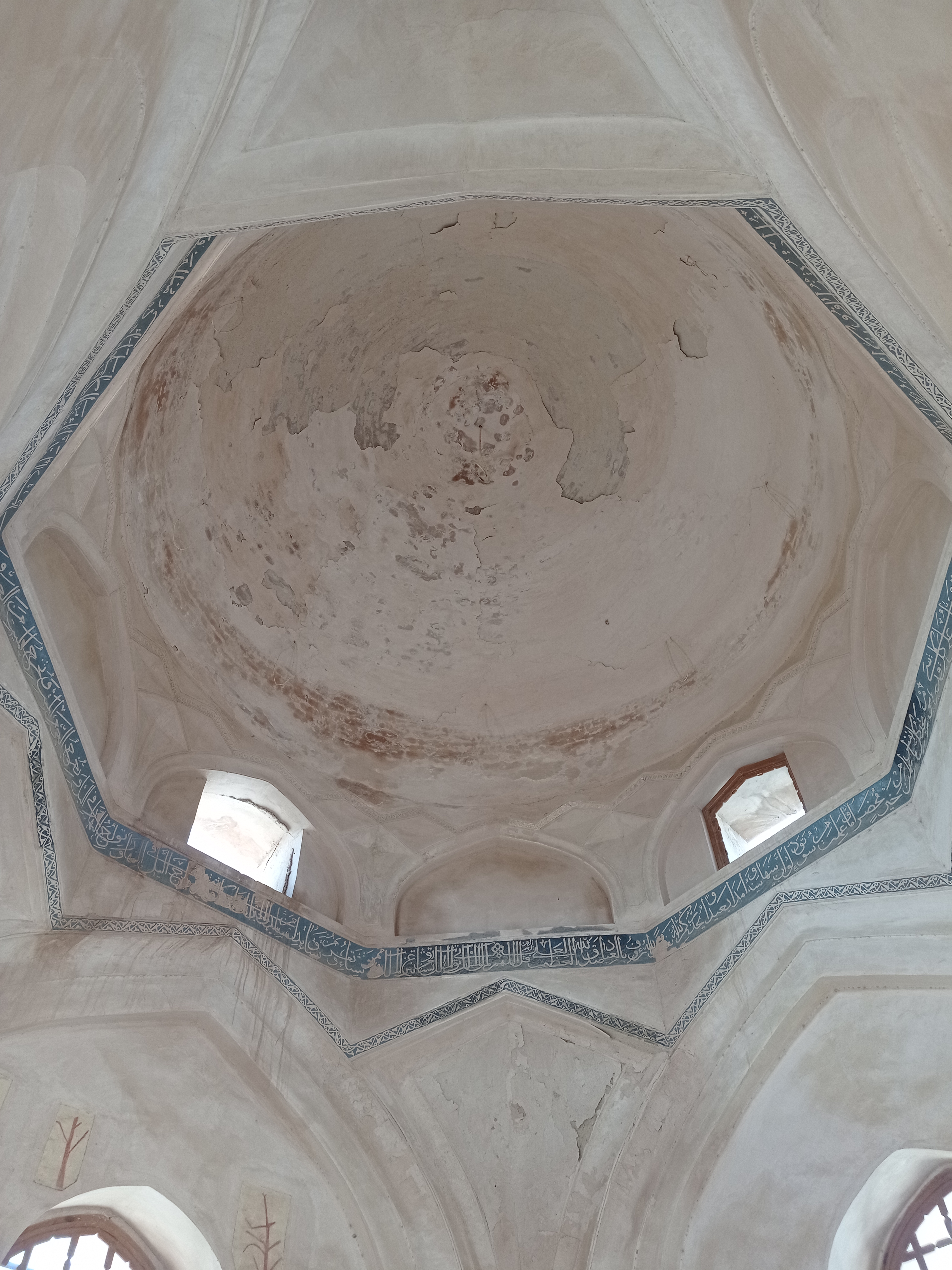

## اقتصاد
منبع درآمد مردم این شهر جدید از محل کشاورزی، باغداری و دامداری سنتی است. باغات انگور و سردرختی زیارت معروف بوده و مردمانی بسیار زحمتکش دارد. آب که نقش اصلی در درآمد مردم زیارت دارد که از رودخانه قلجق و از سد بارزو تأمین می‌شود. در فصل بهار آب به مزارع جو و گندم تعلق می‌گیرد و در فصل تابستان آب به باغات تعلق می‌گیرد. در سال‌های کم‌آبی وخشکسالی تأمین آب با سختی انجام می‌شود و همواره آبیاری دغدغه اصلی مردم است. در قدیم زمانی که سد بارزو نبود آب از مسیر رودخانه با گذر از تونل دست‌ساز (سوه) به شا جوب زیارت وارد می‌شد پس از گذشتن از پل شیرو به باغات و مزارع می‌رسید. پل شیرو تمام ایام سال آب داشت به‌طوری که آنجا دارای ماهی بود. پس از گذشتن آب از اوراض از جویهای انشعابی بانام‌های محلی"سیل ارته "، قاسم کیچگینه"، "بیوت"، "حمام برقی کوچک وبزرگ " ،"سیبدال برقه" و … به سمت باغات حصار طالب و منصوران و اراضی منصوران وارد می‌شد. باغات در سال‌های قبل از سد بارزو خیلی سرسبز و باصفاتر بود. رودخانه در مسیر خود از داخل روستا که از ارتفاعات آقه نشات می‌گیرد می‌گذرد. این رودخانه در سال چند بار شاهد سیل‌های بزرگ و کوچک است که در برخی از اوقات موجب خسارت به مردم می‌شود. برخی از مردم این روستا جدیداً کارمند شده و حقوق بگیر هستند و اکثراً به شهرهای بزرگتر مهاجرت نموده و افراد غیر بومی زیادی از روستاهای اطراف به زیارت مهاجرت کرده‌اند.
جاده قدیم مشهد به تهران از داخل زیارت می‌گذرد و در قدیم رونق زیادی در زیارت ایجاد می‌کرد.

## فرهنگ
مردم این شهر به زبانهای ترکی خراسانی و کرمانجی صحبت می‌کنند و بسیار همدیگر را دوست دارند. دین اسلام و مذهب شیعه هستند. زیارت در هر حصار (محدوده داخل قلعه که ظاهراً محصور بوده است) خود دارای یک مسجد هستند و در حال حاضر نزدیک نه مسجد دارند که قدیمی‌ترین آنها مسجد جامع زیارت در کهنه قلعه واقع شده است. در ایام محرم در همه مساجد عزاداری امام حسین علیه السلام برپاست و شام برای عزاداران توسط یکی از اهالی محل تدارک دیده می‌شود. مسجد جامع زیارت در حدود دهه ۶۰ شمسی به صورت گلی با دیوارهای ضخیم بود از درب شرقی که وارد مسجد می‌شدید ابتدا یک پله گود می‌شد چرا که بالا سر شما بالاخانه مسجد (قسمت زنانه) قراد داشت سپس ارتفاع یک پله بیشتر می‌شد و وارد صحن مسجد می‌شد یک درب نیز از وسط ضلع جنوبی داشت. از عزاداران و نوحه‌خوانان معروف کربلایی رضا (نقش شمر در شبیه خوانی داشت)، محمد صوفی، شیخ رمضان، حاج رحمان، کربلایی تقی و… را می‌شود نام برد. حدود سی سال پیش مسجد قدیم بازسازی با مشارکت اهالی وبه شکل کنونی ساخته و اخیراً توسعه یافت. شبیه خوانی از قدیم در زیارت بخش کهنه قلعه و کنار امامزاده حمزه رضا با مشارکت تمامی مساجد و هیاتها در روز عاشورا با شور وحالی ویژه اجرا می‌شود.
ورزش محلی زیارت کشتی باچوخه است و جوانان و پیران علاقه‌مند زیادی دارد و در روزهای ۱۴ بدر و سایر روزهای عید مسابقه کشتی در بین ورزشکاران برگزار می‌شود. زیارت پهلوانانی استانی وکشوری در این بخش نیز از قدیم داشته است. بابا پهلوان، فیاض، حسین پاسبان و …
بازی محلی زیارتیها هفت سنگ، چولی، لپر، چقرچقر، توشله، هاشق، پاره، اکلو، قلاق چکمه و… می‌شود نام برد. که در قدیم بازی مورد علاقه کودکان وبزرگترها بود.
مراسم ازدواج و عروسی مثل بقیه خراسان وتقریبا مشابه است و قبلاً در منزل پدر عروس عقد کنان و پدر داماد مراسم بدر آوردن (چخرتماق) برگزار می‌شد و در صورت نیاز از منازل همسایه‌ها نیز استفاده می‌شد. ولی در حال حاضر در دو تالار شهر زیارت برگزار می‌شود.
در مراسم عید نوروز دید و بازدیدها برقرار وخیلی گرم برگزار می‌شود.
شهدای زیارت بالغ بر ۳۵ شهید از بهترین جوانان باغیرت این خاک تقدیم انقلاب و آرمانهای امام حسین علیه السلام در جنگ تحمیلی عراق علیه ایران گردید.

## تاریخ
شهر زیارت مرکز دهستان بزرگ زیارت است که در فاصلهٔ ۹ کیلومتری شمال غربی شیروان قرار دارد و از شمال به روستای محمدعلی‌خان و زمینهای تکمران و از جنوب به جادهٔ آسفالته شیروان ـ بجنورد و از شرق به شهرهای خانلق و شیروان و از غرب به روستای منصوران محدود می‌گردد. جمعیت این شهر ۱۲۵۴ خانوار و ۴۱۷۹ نفر است که به زبان ترکی محلی و کرمانجی تکلم می‌کنند. شهر زیارت از ۹ حصار پولادخان، حاجی برات، میرسعادت‌قلی، حصارکال، حصاریکه‌قوش، حصارکربلائی محمدرحیم، کهنه قلعه، شجاع‌خان و طالب‌خان تشکیل گردیده است. این شهر به علت واقع شدن مرقد مطهر امامزاده حمزه‌بن‌موسی‌الرضا علیه‌السلام در این مکان که زیارتگاه مردم می‌باشد، به زیارت موسوم شده است.
```
 مؤلف ناسخ‌التواریخ می‌نویسد: … جعفرقلی‌خان حاکم بجنورد و 
حسن‌خان سالار
 که در مقابل شاه قاجار قد علم کرده و علناً به مبارزه پرداخته بودند. وقتی که مشاهده کردند سام‌خان حاکم مقتدر شیروان و ایلخان بزرگ با قشون دولتی حسام‌السلطنه همکاری می‌نماید همین موضوع را مستمسک قرار داده، جعفرقلی‌خان برادر خودش حیدرقلی‌خان را برای این که زهر چشمی به سام‌خان حاکم شیروان نشان دهد با عدهٔ زیادی از سواران جنگی ترکمن و شادلو روانهٔ حمله به شیروان می‌کند، اما چون در شیروان با مقاومت مواجه می‌شوند به روستای بزرگ زیارت حمله می‌برند. در این جنگ خونین مردم قریهٔ زیارت شیروان با عده‌ای بسیار اندک تا آخرین رمق به مبارزه می‌پردازند و حتی زنان نیز قهرمانانه وارد این نبرد نابرابر می‌شوند با این که قوای حیدرقلی‌خان از نفرات بیشتر و امکانات جنگی کاملتر برخوردار بود مدت دو روز این جنگ و گریز با شدت ادامه داشته و از طرفین درگیر عده‌ای کشته می‌شوند که آخرالامر با تخریب برجها و حصار اطراف قلعه زیارت که هنوز هم آثار آن دیده می‌شود حدود دویست نفر از مبارزین این روستا را اسیر می‌کنند که بلافاصله با اقدامات حاکم شیروان اسرا آزاد و با دخالت حسام‌السلطنه جعفرقلی‌خان و حیدرقلی‌خان به دارالخلافه تهران می‌روند و این عصیان خاتمه می‌پذیرد.»
```

```
 صنیع‌الدوله می‌نویسد: «قلعهٔ زیارت، قلعه‌ایست معمور مشتمل بر چند حصار یعنی قلعهٔ کوچک که هر یک پنجاه شصت خانوار سکنه دارد. امامزاده‌ای در زیارت مدفون است مشهور به حمزه‌بن موسی‌الرضا علیه‌السلام که بقعه‌ای چوبی دارد با دو سه طاق آجری، زیارت هزاروپانصد الی دو هزار باغ دارد و مسافت آن تا شهر نیم فرسخ و ما بین شمال و مغرب واقع است.»
```

در برخی مناطق زیارت در حفاری اهالی آثاری از صنعت و کوره وچینی و… وتونلهای زیر زمینی مخفی دستکند مشاهده شده است. با احیاء برج ودیوارها و آثار تاریخی چون حمام قدیمی، آب انبارها، چارتاقی تیموری، آثار تاریخی اشکانیان، تپه تاریخی امامزاده یحیی، مرقد امامزاده حمزه علیه السلام، مرقد امامزاده یحیی علیه السلام، بافت تاریخی منصوران، فلعه دفاعی تیمور لنگ در قلعه زو و… می‌شود جاذبه گردشگری خوبی برای این منطقه و کشور فراهم نمود.